# Урдек
44°23′01″ пн. ш. 50°15′06″ сх. д. / 44.38361° пн. ш. 50.25167° сх. д.
Урде́к — мис на південному заході півострову Тупкараган, крайня його південно-західна точка. Вдається у Каспійське море.
Поряд знаходяться стародавні руїни поселення Урдек.
Біля мису у водах Каспійського моря розкидані підводні камені та надводні кекури.
| Казахстан | Це незавершена стаття з географії Казахстану. Ви можете допомогти проєкту, виправивши або дописавши її. |